# Српски фрајкори
Српски фрајкори (њем. Serbische Freikorps — букв. „српски добровољачки корпуси”), или само фрајкори, били су добровољачка милиција која се састојала само од етничких Срба, коју је основала Хабзбуршка монархија, како би се борили против Османског царства током Аустријско-турског рата (1787—1791). Сукоб са османским снагама се на крају показао нерјешивим. Побуна у Смедеревском санџаку и операције милиције довеле су до стварања Кочине крајине, која је постојала од 1788. до 1792. године. На крају, српски фрајкори су довели до стварања војних јединица, као што су оне које су се бориле у Првом српском устанку.

## Историја
Српски фрајкори од 5.000 припадника основани су у Банатској војној крајини, а састојали су се од избјеглица које су због ранијих сукоба напустиле Османско царство. Требало је да се фрајкори боре за ослобођење Србије и уједињење под хабзбуршком влашћу. Главни командант био је аустријски мајор Михаило Михаљевић. Било је неколико слободних корпуса дуж хабзбуршко-османске границе. Михаљевићеви фрајкори били су најзначајнији и дјеловали од Шумадије до Подриња, преко Мораве најзначајнији су били Браничевски фрајкори; у Хрватској је био фрајкори Светог Ђорђа, а у Босни су били сережани. Остале српске милиције су били Козарска милиција и Просарска милиција, основане у Босни 1788. године, а састојале су се од по 1.000 припадника.
Међу добровољцима су били Алекса Ненадовић, Јанко Гагић, Станко Арамбашић, Јован Брановачки, Милутин Савић Гарашанин, истакнути Радич Петровић и Ђорђе Петровић и најистакнутији од свих Коча Анђелковић. Православно свештенство у Србији је подржавало побуњенике.
Кочин одред је брзо заузео Паланку и Баточину, напао Крагујевац и стигао до Цариградског друма, одсијецајући османску војску од Нишког и Видинског санџака.
Аустријанци су користили фрајкоре у два неуспјешна покушаја опсаде Београда, крајем 1787. и почетком 1788. године.

## Организација
Према документу од 6. новембра 1789. године, фрајкоре су чинили један ескадром хусара, осамнаест пукова фусилира и четири пука мускетира, што је укупно било 5.049 војника.

## Униформа
Униформе фрајкора су биле веома сличне униформама граничара (крајишника), са неким измјенама.

## Посљедице
Године 1793, Аустријанци су успоставили нове фрајкорске јединице на граници, за Србијанце и Босанце.

## Насљеђе
Пред почетак Првог српског устанка, Ужичка и Соколска нахија успоставиле су добровољачке одреде, назване фрајкори, које су за циљ имале саботажу османских војних планова и спречавање њиховог концентрисања у овим областима Србије.

## Значајни фрајкори
- Михаило Михаљевић
- Коча Анђелковић
- Алекса Ненадовић
- Милутин Савић Гарашанин
- Карађорђе Петровић
- Станко Арамбашић  †21. септембар 1798.
- Радич Петровић
- Вуча Жикић
- Петар Новаковић Чардаклија
- Јован Брановачки